# Pavle Ivić
Pavle Ivić (srbsko Павле Ивић), srbski jezikoslovec, * 1. december 1924, Beograd, † 19. september 1999, Beograd.
Ivić je bil profesor na Filozofski fakulteti v Novem Sadu, član izvršnega komiteja CIPL, član Srbske akademije znanosti in umetnosti in dopisni član SAZU.
Ukvarjal se je z dialektologijo srbohrvaščine.
1968 je prejel Sedmojulijsko nagrado.

## Dela
- Dialektologija srbohrvaškega jezika
- O govoru galipolskih Srbov